# Myszoskocz okazały
Myszoskocz okazały suwak skalny (Gerbillus campestris) – gatunek ssaka z podrodziny myszoskoczków (Gerbillinae) w obrębie rodziny myszowatych (Muridae), występujący w Afryce Północnej i Zachodniej.

## Zasięg występowania
Myszoskocz okazały występuje w północnej Afryce (od Maroka do Egiptu), z rozproszonym zasięgiem na Saharze i krajach subsaharyjskich (północna Mauretania, Mali, Niger, Czad i Sudan).

### Kopalne ślady występowania
Kopalne ślady przodków myszoskocza okazałego są odnajdywane na terenach Maghrebu (El Melah, Chrafate i Ez Zarka w Algierii) i są datowane na wczesny plejstocen. Gatunek zachował znaczną stabilność morfologiczną.

## Taksonomia
Gatunek po raz pierwszy zgodnie z zasadami nazewnictwa binominalnego opisał w 1867 roku francuski zoolog Victor Loche nadając mu nazwę Gerbillus campestris. Holotyp pochodził z okolice Skikdy, w Algierii. 
W 2010 roku tunezyjscy naukowcy z Laboratoire d’Ecologie Animale: Awatef Abiadh, M’barek Chetoui, Taher Lamine-Cheniti, Ernesto Capanna i Paolo Colangelo, opublikowali wyniki badań filogenetycznych z wykorzystaniem mitochondrialnego genu cytochromu b, które wskazały konieczność rewizji dotychczasowego podziału systematycznego, oraz wydzielenie z Gerbillus kilka podrodzajów: w tym Dipodillus, który tym samym traci rangę rodzaju. Autorzy stwierdzili, że gatunek myszoskocz okazały winien zostać zaliczony do tak określonego podrodzaju. G. campestris zawiera wiele synonimów, które zostały włączone podczas kolejnych rewizji rodzaju. Morfometryczne rewizje zmienności gatunku były dokonywane przez różnych autorów, jak również na podstawie badań chromosomalnych. Badania molekularne wykazały, że G. campestris jest monofiletyczny i potwierdziły jego geograficzne rozprzestrzenienie na południe od Sahary. Autorzy Illustrated Checklist of the Mammals of the World uznają ten takson za gatunek monotypowy.

### Etymologia
- Gerbillus: fr. gerboa lub jerboa „myszoskoczek”, od arab. ‏جَرْبُوع‎ jarbū „mięśnie grzbietu i lędźwi”; łac. przyrostek zdrabniający -illus[25].
- campestris: łac. campester, campestris „polny, równinny”, od campus, campi „pole”[26].

## Morfologia
Długość ciała (bez ogona) 99–112 mm, długość ogona 118–153 mm, długość ucha 15–20 mm, długość tylnej stopy 25–29 mm; masa ciała 21–38 g. 

## Ekologia
Jak reszta myszoskoczków żyje na pustynnych, skalistych lub piaszczystych terenach, gdzie okres wegetacji jest bardzo krótki. Ich dieta obejmuje orzechy, trawę, korzenie. Prowadzą nocny tryb życia drążą tunele o długości niespełna 70 cm.

## Ochrona
W Czerwonej księdze gatunków zagrożonych Międzynarodowej Unii Ochrony Przyrody i Jej Zasobów został zaliczony do kategorii LC (niższego ryzyka).